# Findchóem
Findchóem (aussi connue sous les noms de Finnchóem, Findcháem, Finncháem, Fionnchaomh) est un personnage de la mythologie celtique irlandaise, qui appartient au Cycle d'Ulster. Le sens de son nom est littéralement « Blanche-Douce ».

## Mythologie
Findchóem est la fille du puissant druide Cathbad, un des personnages de la Táin Bó Cúailnge (Razzia des vaches de Cooley), et de Ness, la reine d'Uster. Cathbad et Ness étaient en guerre parce que le druide avait tué les douze tuteurs de la jeune femme. Il la surprend alors qu'elle est en train de se baigner et lui propose un marché, la vie sauve contre trois conditions : la paix, l’amitié et le mariage.
Findchóem est la sœur du plus renommé roi d'Ulster Conchobar Mac Nessa et l'épouse du file (druide-poète) Amorgen Mac Eccit. Elle la mère de Conall Cernach (Conall le victorieux) et la mère adoptive du principal héros de la mythologie irlandaise, Cúchulainn.